# 福井県道174号上大納下山線
福井県道174号上大納下山線（ふくいけんどう174ごう かみおおのうしもやません）は、福井県大野市の一般県道。

## 路線概要

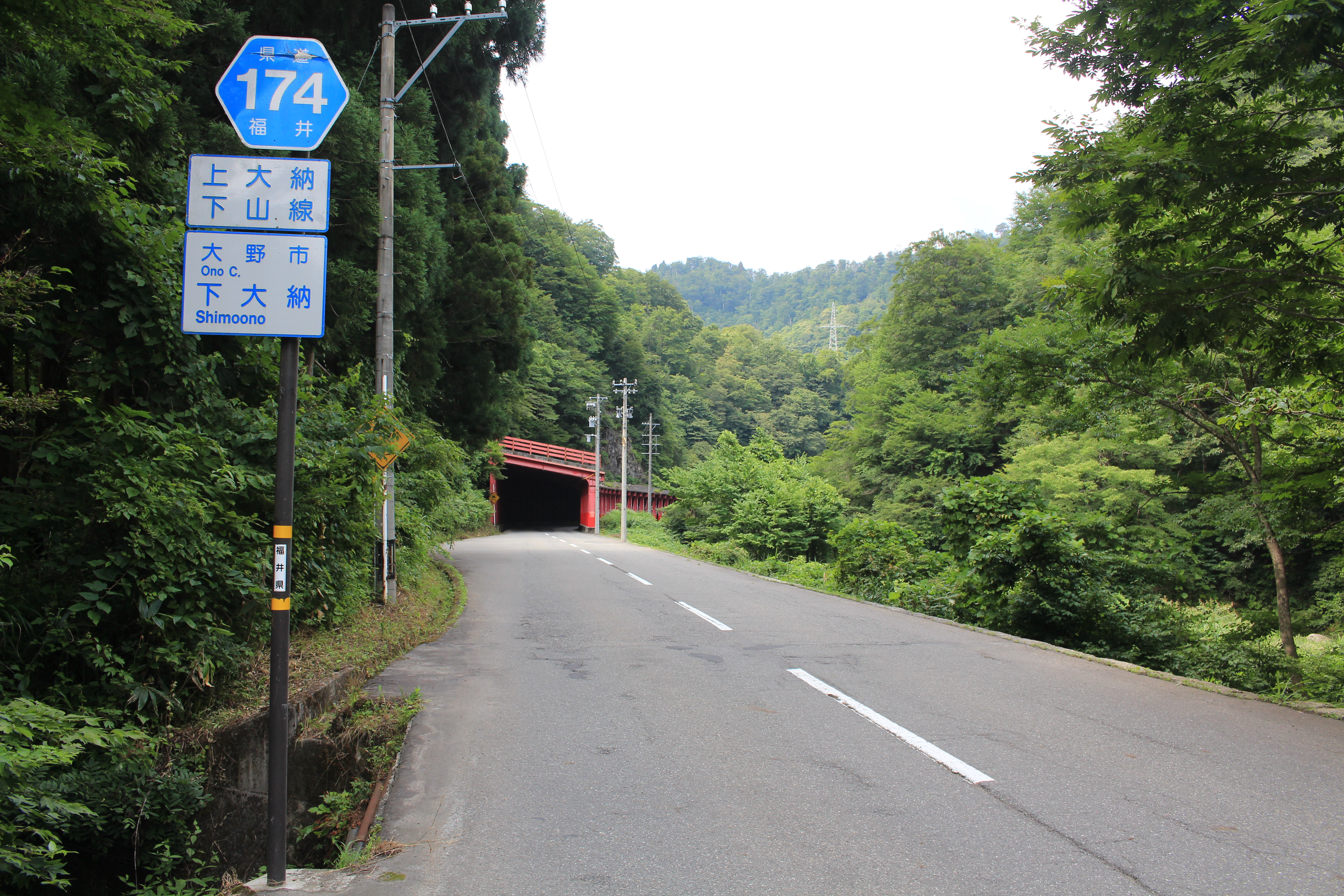
福井県道174号上大納下山線、大野市下大納にて

### 路線データ
- 起点：福井県大野市上大納
- 終点：福井県大野市下山（＝国道158号交点）、終点すぐ手前南に九頭竜川に架かる谷戸橋があり、その南に谷戸口トンネルがある。

## 接続道路
- 国道158号（大野市下山、終点）

## 沿線周辺
- アドベンチャーランド中竜（2006年〈平成18年〉11月休園、旧中竜鉱山跡）
- JR越美北線 越前下山駅